# メリエンダ

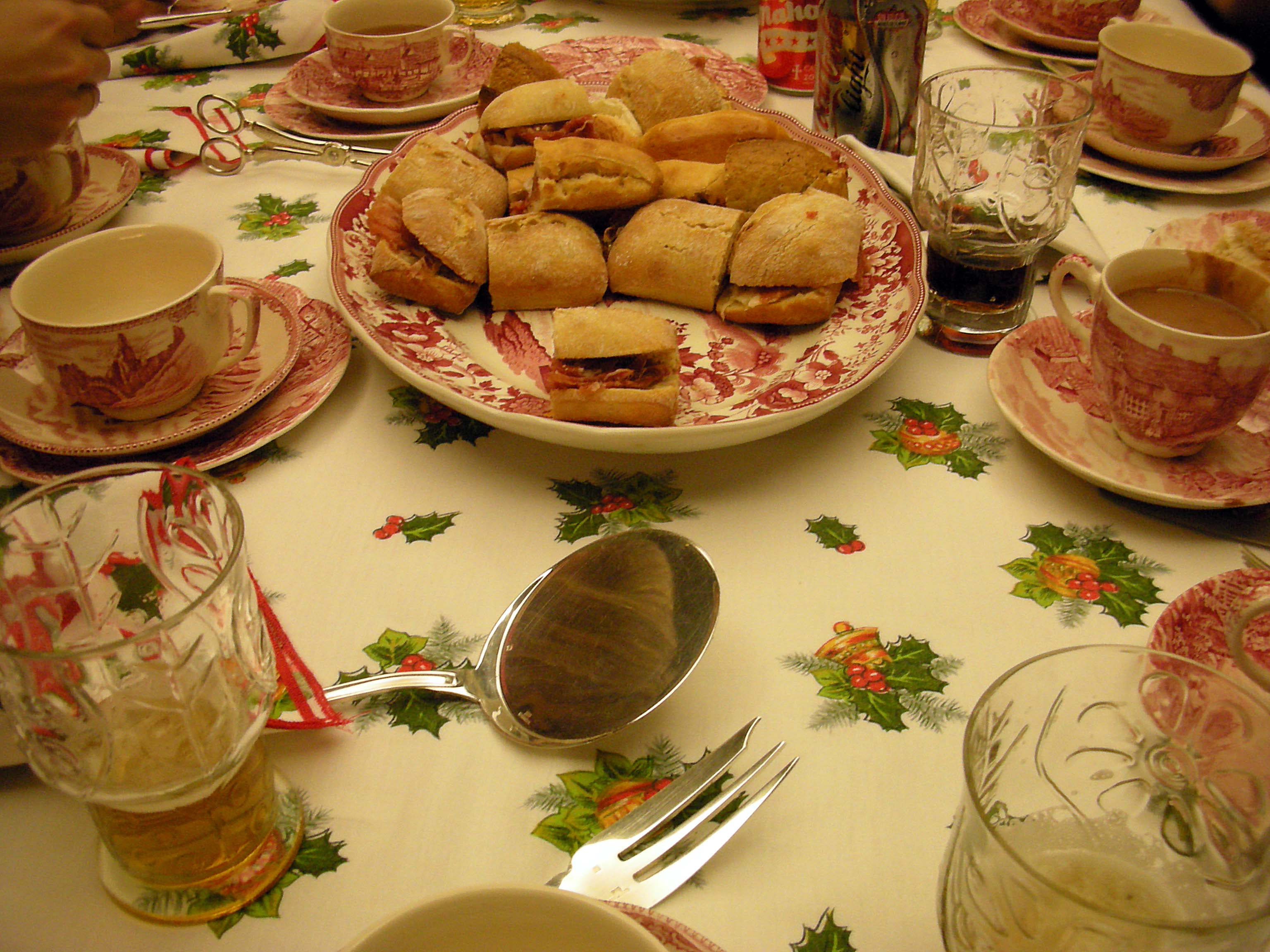
典型的なメリエンダの料理

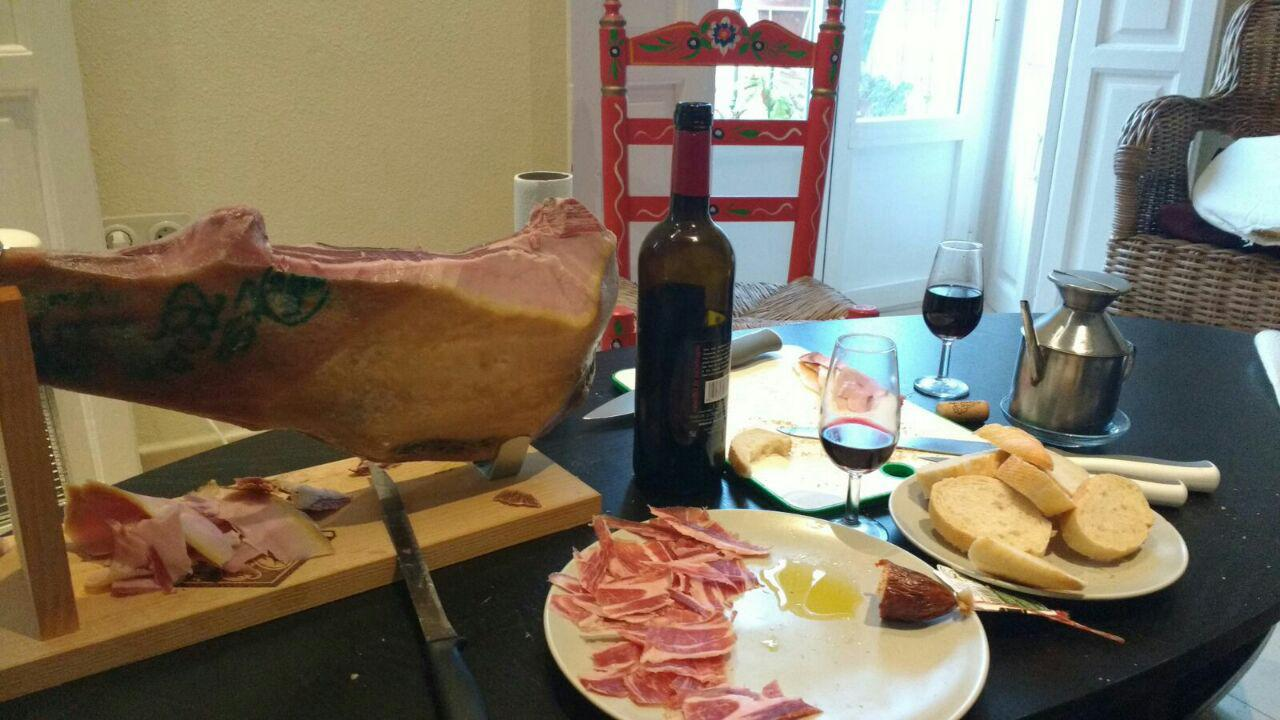
アンダルシア州の典型的な夕方のメリエンダ

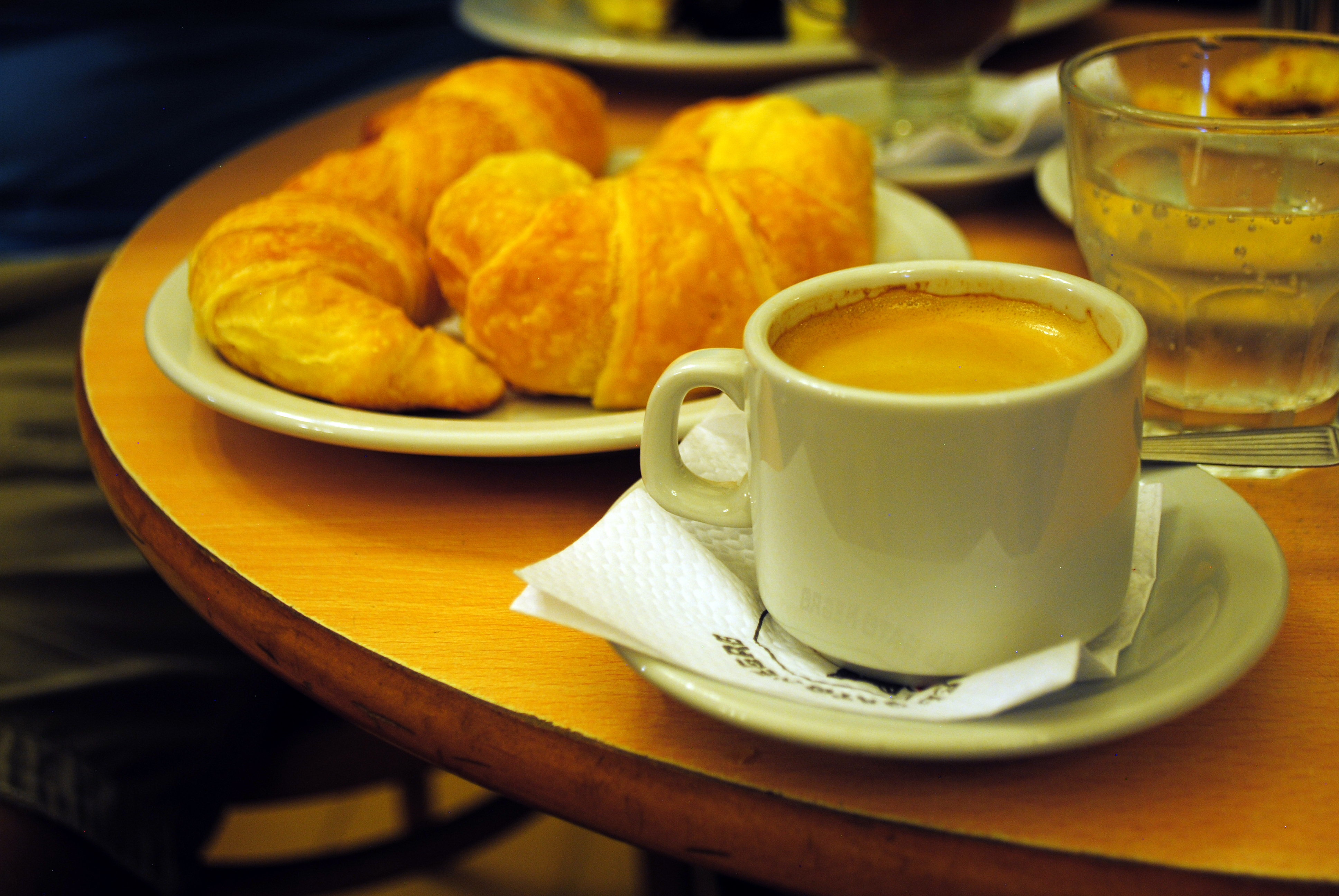
ブエノスアイレスのカフェ、カフェ・エル・ガト・ネグロで供された伝統的なメリエンダ料理。写真の料理は、右から炭酸水、カフェ・エン・ハリート（ダブルエスプレッソコーヒー）、メディアルナス（クロワッサン）。

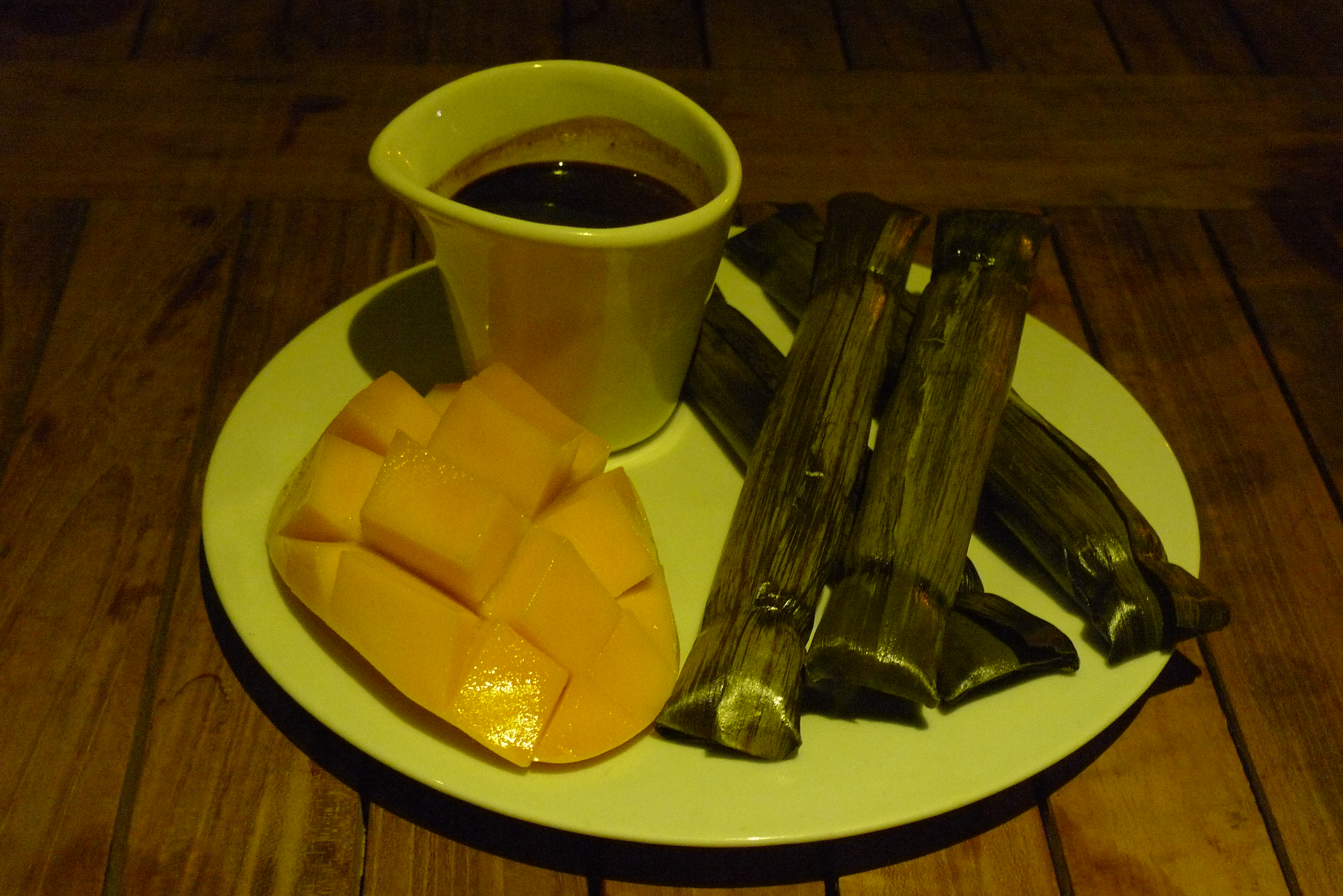
フィリピンの典型的なメリエンダ。スマン餅入りのツォコラテと熟したサラバオマンゴー。

メリエンダ（Merienda）とは、南欧における軽食。とりわけスペイン（ガリシア語：merenda；カタルーニャ語：berenar）やポルトガル（葡：lanche/merenda）、イタリア（伊：merenda）、フランス（仏：goûter）のほか、イスパノアメリカやフィリピン（比：meryenda/merienda）、北アフリカ、ブラジルでも見られる。
普通、メリエンダは午後に摂られるか、あるいはブランチとして摂られるかであるため、昼食と夕食の間の食事の間隔を埋めるものとなるが、これは英語圏のアフタヌーンティーに相当する。また、朝食と昼食の間に摂られることもある。メリエンダは簡単な食事であり、果物やパン、ビスケット、ヨーグルトなどの軽食に、果物ジュースや牛乳、ホットチョコレート、コーヒー、スピリッツなどの飲み物を付けることがしばしばである。
アルゼンチンやパラグアイ、ウルグアイでは、昼食と夕食の間にあたる午後5時頃にメリエンダを摂るのが一般的である。茶やマテ茶、コーヒー、マテコシードなどの飲み物と、スコーンやパン、トースト、ケーキ、デニッシュなどの焼き菓子を組み合わせ、ドゥルセ・デ・レチェや蜂蜜、バターかジャムを添えることが多い。
フィリピンにおけるメリエンダは、ブランチやイレブンジズ、セカンドブレクファストに相当する朝の軽食と、アフタヌーンティーに相当する午後の軽食の双方を包括する総称である。特に、日没頃の薄暮の時間帯に、夕食の直前の食事か、夕食の代わりの食事として摂られるメリエンダは、メリエンダ・セナと呼ばれる。一般に、メリエンダは米とおかずからなる伝統的なフルミール（full meal）よりも軽い料理や菓子を指す（ブランチやメリエンダ・セナとして摂られる場合を除く）。一般的なメリエンダの料理は、甘味か塩味があるもので、パンやペイストリー（特にパンデサル）から、デザートやスイーツ、屋台料理、麺料理など多岐にわたる。
クロアチアやスロベニアの沿岸地方、およびギリシャのケルキラ島では、メリエンダはマレンダ（marenda）と呼ばれ、朝食と昼食の間に摂る食事を指す。大抵はサンドイッチやトーストのような軽食であり、仕事休憩の間に食される。  

## グテ
フランスでは、メリエンダはグテ（goûter）、あるいはキャトルール（quatre-heures）と呼ばれる。キャトルールは、午後4時という時間帯を表している。現代のグテは完全な食事よりは軽く、成人よりも子供が食べることが多い。